# Orzeni, Iași
Orzeni este un sat în comuna Holboca din județul Iași, Moldova, România.